# Moyen Âge serbe
 (mars 2008).

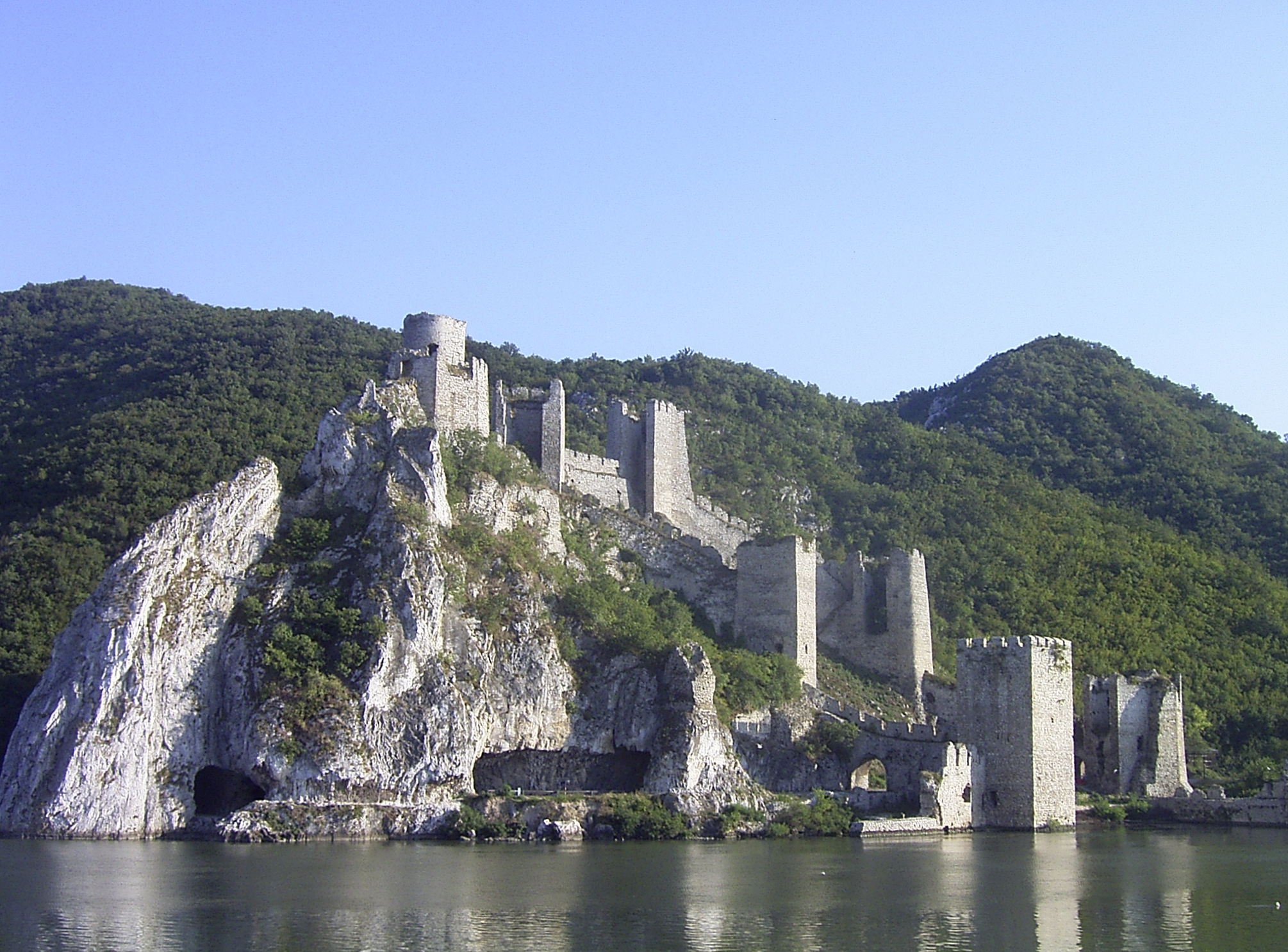
La forteresse de Golubac

Le Moyen Âge serbe est une période qui débute au VIe siècle avec les migrations slaves vers l’Europe du sud-est notamment sous le règne de l'empereur byzantin Héraclius, et se poursuit jusqu’à la conquête ottomane des terres serbes dans la seconde moitié du XVe siècle. Cette époque est marquée par une série d'événements politiques, culturels et religieux qui ont profondément influencé le développement de la nation serbe. 

## Arrivée des serbes dans les Balkans
Le Prince de Serbie Blanche, Prince sans nom (serbe latin : knez Nepoznati) ou encore l'archonte serbe est le nom donné par défaut (son vrai nom a été oublié) au chef serbe qui mena environ la moitié du peuple serbe, (l'autre partie reste en Allemagne actuelle) pendant son établissement dans l'Empire byzantin.
La moitié du peuple serbe quitte l'Europe centrale (Serbie blanche qui se situe aujourd'hui en Allemagne, dans la région de Sorabie ou Lusace), où il avait vécu pendant environ 300 ans.

Il est surtout fait état du prince dans De Administrando Imperio, un ouvrage écrit en 950 par Constantin VII Porphyrogénète. Ce dernier y raconte l'histoire du peuple serbe, son voyage de la « Serbie blanche » à la Thessalie pendant le règne de l'empereur byzantin Héraclius, entre 610 et 641. Cette terre est donnée par Héraclius aux Serbes en récompense de leur victoire sur les Avars. L'Empereur demande en effet l'aide des Serbes sorabes via le père du prince, le seigneur Drvan.

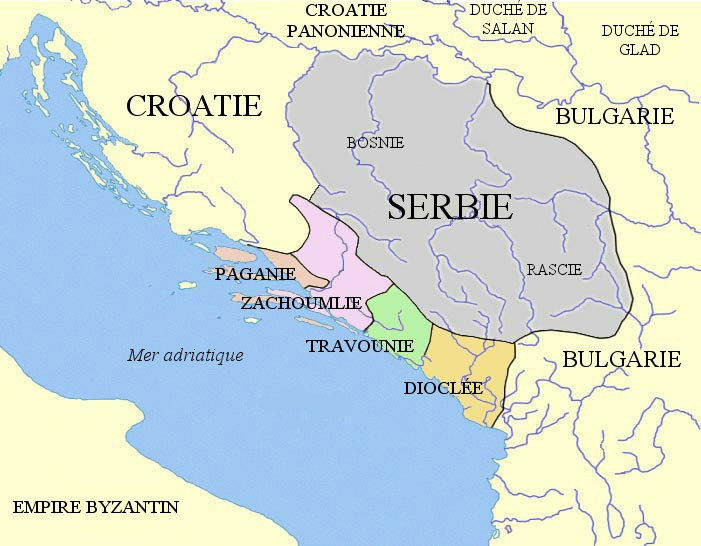
Les territoires peuplés par les "Serbes" après avoir chassé les Avars, selon De Administrando Imperio

Les Serbes se sont par la suite installés dans les régions qu'ils avaient libérées de l'occupation des Avars : 
- Rascie
- Bosnie
- Zachlumie
- Travonie
- Paganie
- Neretva
- Dioclée.

Toutes ces régions de l'Empire byzantin sont libérées par les armées du prince. Ce dernier trouve la mort au cours d'une bataille contre un chef rebelle serbe en 680.
La première dynastie serbe, la dynastie des Vlastimirović, est baptisée du nom du prince Vlastimir, arrière arrière-petit-fils du prince de Serbie Blanche.

### Premières terres serbes dans l'Empire Byzantin
Les premières informations sur l’existence des terres serbes datent des IXe et Xe siècles. Avec le soulèvement de Ljudevit Posavski entre 819 et 822, les Serbes, qui occupent la majeure partie de Dalmatie, au bord de l' Adriatique et à l'intérieur des Balkans forment des états cités dans le De Administrando Imperio :
- Le plus grand est la Serbia, plus tard appelée Raška. Elle occupait le territoire entre Ibar, Morava de l'ouest, Tara, Piva, la rivière Bosna, avec la région Soli autour de Tuzla.
- La Travunija, de Boka Kotorska à Dubrovnik.
- La Zahumlje, de Dubrovnik à Neretva.
- La Paganie, de Neretva à Cetinje.

De temps à autre tous ces États étaient unifiés.

### Les Serbes entre Byzance et la Bulgarie

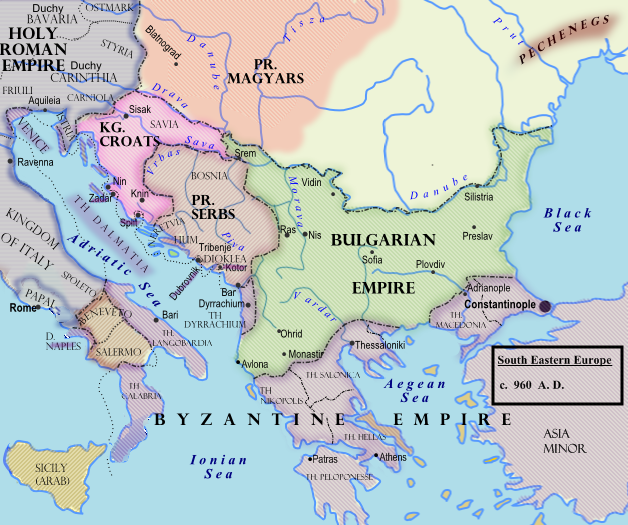
Les Balkans vers 950 à la mort de Caslav

Au milieu du IXe siècle, le knjaz Vlastimir crée le premier État serbe, après avoir été reconnu par les zupan. Après trois ans de guerre, il vainc l’Empire bulgare, et devient le chef de l’État serbe. À sa mort en 863, son royaume est divisé entre ses trois fils, Mutimir, Stroimir et Gojko. En 864 et 865 les fils de Vlastimir arrêtent une nouvelle invasion bulgare et emprisonnent le fils de l'empereur bulgare, Vladimir.
L'avènement de Siméon Ier de Bulgarie en 893, menace le premier État serbe. Siméon prend le titre de tsar et porte la Bulgarie à l'apogée de sa puissance dans les Balkans.
Les deux siècles suivants (de la fin de IXe siècle à la fin de XIe siècle) sont marqués par le combat pour le pouvoir opposant les fils de Mutimir (Pribislav, Brana, Stefan), leur cousin Petar Gojniković (fils de Gojko), Klonimir (fils de Strojimir), et le petit-fils Paul (Pavle fils de Brana), Zaharie (fils de Pribislav) et Tchaslav (Caslav fils de Klonimir). Dans ses luttes se sont souvent immiscés des Bulgares et les Byzantins.
Après la mort de Mutimir en 891, le fils de Gojko Petar revient de Croatie et chasse le fils de Mutimir, Pribislav. À la suite de sa victoire sur les Byzantins à la bataille près de Anhijal en 917, Siméon décide d’annexer toutes les terres serbes et se tourne contre Petar. Il ne réussit pas à contrôler les zupan qui se rallient à Byzance. En 924, Siméon pille la Serbie et capture les zupan. Après sa mort le 27 mai 927, la  Bulgarie perd de son influence, et en 931 Caslav reconstruit la Serbie avec le soutien de Byzance. Il rassemble le peuple qui a fui dans les pays voisins.
Avec l’aide des empereurs de Constantinople Romain Ier Lécapène et Constantin VII Porphyrogénète, Časlav Klonimirović unifie et stabilise la Serbie, de la rivière Sava et la mer Adriatique jusqu'à, peut-être, la rivière Morava. Il est tué par les Hongrois au nord de ses États en 950. Il est le dernier roi de la dynastie des Vlastimirović. L’État serbe s’affaiblit après sa mort.

## La christianisation des Serbes
Dès la fin de IXe siècle, l'apparition des premiers noms de saints parmi les noms serbes montre que les Serbes ont été christianisés. Il est admis que parmi les petits-fils de Vlastimir, il y a les noms de Stefan (fils de Mutimir) et Pierre (le fils de Gojko), tous deux nés entre 870 et 874. La première phase de christianisation est inconnue. Les premiers missionnaires seraient des élèves de Méthode, des moines de l’archevêché de Split, qui utilisent la langue latine. La chrétienté a été acceptée par l'aristocratie, mais le reste de population reste attaché au paganisme. Certaines fêtes religieuses « Slava », proviennent potentiellement chez les Serbes de l’ancien culte des ancêtres. Il se peut que la Slava soit une pratique païenne christianisée, légitimée à l'époque de saint Sava et de la fondation de l’église autocéphale serbe en 1219.

## DeSamuelàNemanja
Au début de XIe siècle, après la chute du royaume de Samuel Ier de Bulgarie, les États de Raška, Zahumlje et Duklja deviennent vassaux de Byzance, jusqu'à la fin de XIe siècle, malgré la guerre du zupan de Raska Vukan contre l’empereur Alexis Ier Comnène. Ses successeurs tentent de profiter de la guerre entre la Hongrie et Byzance (1127-1129) pour se libérer mais en vain. En 1149 une grande révolte est menée par Uroš II Primslav, petit-fils de Vukan, contre l’empereur Manuel Ier Comnène, soutenue par la diplomatie normande. L’empereur de Byzance est victorieux après une bataille farouche sur la montagne de Tara (1150). Il impose les taxes deux fois plus élevées aux zupan serbes. Le frère d’Uros, Desa Ier, essaye lui aussi de secouer la suzeraineté de l’Empire byzantin, mais il est fait prisonnier et emmené à Constantinople. Il rentre plus tard au pays et meurt à Trebinje vers 1165. Il est enterré dans le monastère de Saint-Pierre à Polje.
Après la mort de Desa, alors que les Hongrois affrontent à nouveau les Byzantins près de Zemun en 1165, entre en scène Stefan Nemanja. Il est de la famille des zupan de Raska, né à Ribnica (Zêta), où ses parents se sont réfugiés. Nemanja a été baptisé par un prêtre latin, puis après son retour à Raška, dans l’église de Saint-Pierre-et-Paul par un prêtre orthodoxe.
Lorsque son frère Tihomir était zupan, Nemanja était seigneur de grands domaines. Il contrôlait Toplica, Ibar, Rasina et Reka. En 1163, après un entretien avec l'empereur Manuel Ier Comnène, il reçoit la région de Leskovac. Il devient le grand zupan en 1166 après sa victoire contre l’armée de son frère Tihomir. La guerre entre Byzance et la république de Venise en 1171-1172, offre l'occasion à Nemanja de se débarrasser de la suzeraineté byzantine. Mais à la suite de la victoire de l’empire, Nemanja menacé d’une invasion militaire se rend à Constantinople et obtient le pardon de l'empereur en se soumettant comme vassal. Il reste fidèle à Manuel Ier jusqu'à la mort de celui-ci en 1180.

La Serbie de Nemanja, en 1189.

Après la mort de l’empereur Manuel Ier Comnène, Byzance connaît une crise interne, que ses voisins du nord, dont Nemanja, utilisent pour se séparer de l’Empire. À partir de 1183 Nemanja entreprend des guerres pour agrandir son pays. La première région à tomber sous sa domination est la principauté de Duklja avec les villes de Danj, Sarda, Drivast, Skadar, Svac, Ulcinj, Bar et Kotor. Entre 1184 et 1185 les frères de Nemanja, Miroslav et Miroslav, essaient vainement de prendre Dubrovnik (Raguse). La guerre se termine par un accord commercial et territorial.
Jusqu'en 1190, Nemanja conquiert au sud le Metohia (Patkovo, Hvosno, Podrimlje, Kostrc, Draskovina) avec la région de Prizren, le Kosovo (Lab, Lipljan, Sitnica), Skoplje et le territoire sur le haut-Vardar (Bas et Haut Polog). À l’est, il prend Djunisa (Zagrlata), Niš, Dubocica, Vranje et Morava (Morava de Binac), les régions entre la Morava centrale et à l’ouest (Levac, Belica, Lepenica), les villes byzantines de Pernik, Zemln (Zemen), Velbuzd (Custendil), Zitomisk et Stob. Les tentatives de l'empereur Isaac II Ange de reprendre ses terres sont vaines. Malgré les victoires de Byzance, Nemanja résiste et obtient la reconnaissance de son indépendance. Elle est confirmée par le mariage de son fils Stefan Prvovenčani avec une princesse de Constantinople. En 1196, il se retire du pouvoir en transmettant le trône à Stefan et devient moine sous le nom de Syméon.

## La montée en puissance du royaume (XIIIe- début XIVesiècles)
Au moment où Stefan Ier Nemanjić prend le pouvoir en Serbie, commence une nouvelle ère non seulement pour l'État serbe mais pour tous les Balkans. Après la quatrième croisade, l'Empire byzantin s'effondre et de nouveaux États se créent qui changent la donne.
Les Balkans sont divisés en deux, d'un côté les États dans la continuité de Byzance (la Serbie et Bulgarie), et de l’autre les nouveaux États des croisés latins, autour de l'Empire latin de Constantinople. Stefan réalise un rapprochement avec l'Occident par son second mariage, en 1207 ou 1208, avec Anna Dandolo, une princesse vénitienne. Son premier mariage avait été fait avec la princesse byzantine Eudoxie Angelina. Les deux mariages sont des mariages politiques et le second montre le nouveau tournant que Stefan a pris.
Sa première tentative pour obtenir une couronne du pape Innocent III est un échec. En 1217, l’élève de Sava, Méthode obtient la bénédiction du pape Honorius III à Rome. À Zica, Sava couronne son frère Stefan de la couronne rapportée de Rome. Il tient de là le surnom de Prvovencani, car il est le premier à être couronné roi de Serbie.
Évènement d'une importance encore plus grande, en 1219, Sava Nemanjic obtient de l'empereur Théodore Ier Lascaris et du patriarche Manuel Ier Saranténos l’acte d’indépendance de l’Église serbe, dont le premier archevêque est Sava lui-même. Il entreprend les réformes pour centraliser l’Église serbe et bâtit l’orthodoxie serbe.

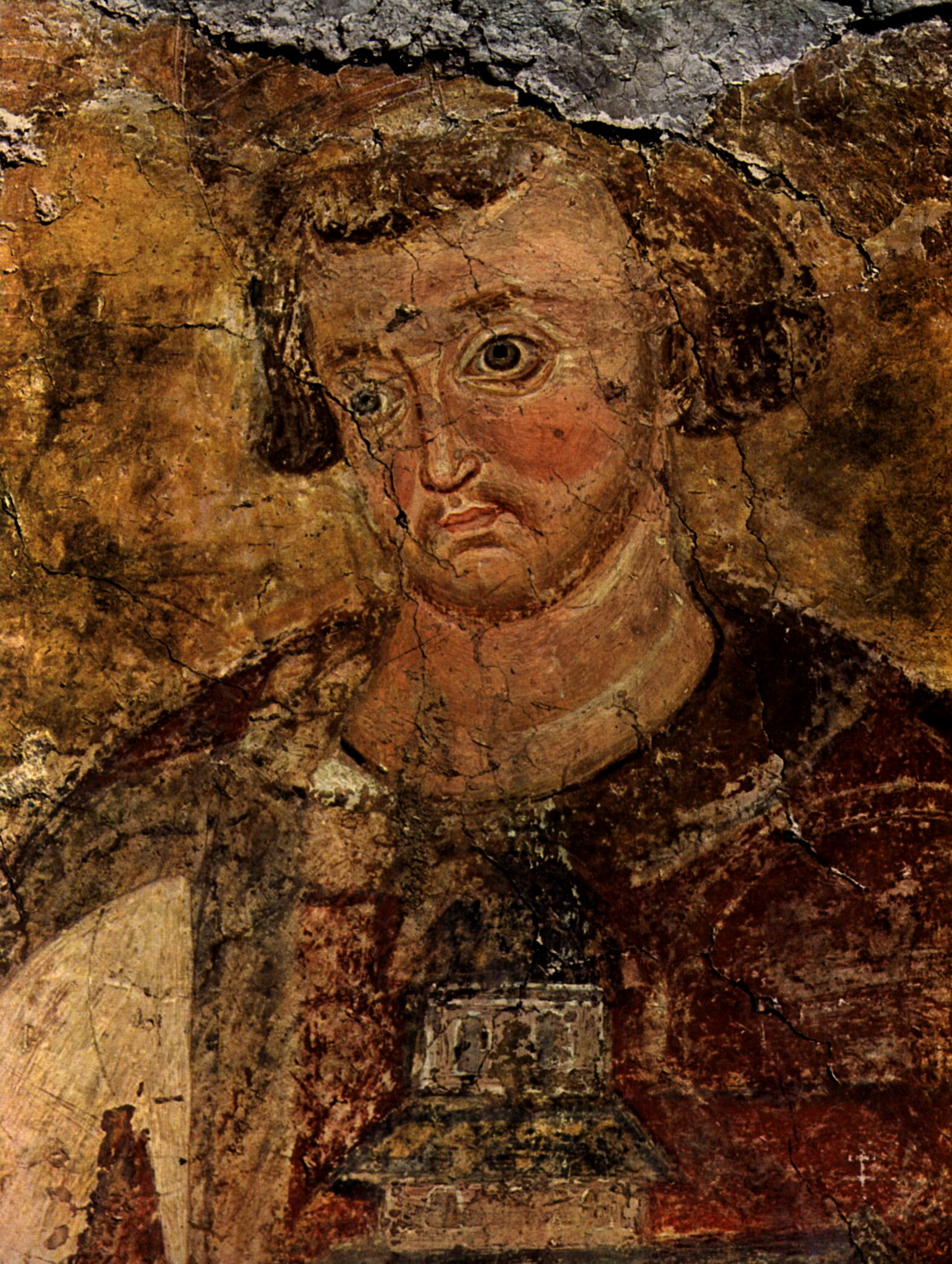
Stefan Vladislav

Après la mort du premier roi serbe, son fils Radoslav lui succède conformément à la volonté du défunt (1228-1233). Il a été marié à la fille du despote d'Épire Jovana I Andjela. Ce retournement vers l’Est provoque l’instabilité de l’État. Les aristocrates n’ont jamais accepté la politique pro-byzantine du roi Radoslav. Radoslav est chassé du pouvoir en 1233 et remplacé par le plus jeune fils de Stefan, Vladislav. Radoslav plus tard est devenu moine et a été enterré par Sava à Studenica.
Stefan Vladislav épouse la princesse bulgare Beloslava, la fille de Ivan Asen II. Après ce mariage Sava renonça à son titre d'archevêque de Serbie au profit de son élève Arsenije. Sava fait un pèlerinage à Jérusalem, voyage en Palestine, Alexandrie et Nicée. Il meurt à Trnov 14 janvier 1236. Son corps a été déplacé et enterré en 1237 au Monastère de Mileševa.
Le règne de Vladislav dure 30 années. Allié des Bulgares, Vladislav tient autant que ses alliés. Avec l’invasion des Mongols en Hongrie et Serbie en 1242, son pouvoir commence à diminuer. La noblesse serbe le renverse en 1243 et place sur le trône son frère Uroš Ier.
Uroš règne plus de trente années, durant lesquelles il réussit à sauvegarder le royaume serbe, même si en 1261 l’Empire byzantin a retrouvé toute sa force et que la Hongrie a pris une place importante dans les Balkans. En premier, il assure les frontières. Après deux attaques contre Dubrovnik il oblige la république de Raguse à respecter les vieux rites envers le roi serbe. Il est considéré comme un allié par l'empereur de Nicée, même si celui-ci n’était pas totalement sûr de ses intentions. Dans la guerre de 1267-1268 entre le maître de la Mačva et le roi hongrois Bela IV, Uroš est fait prisonnier. Il rachète sa liberté et son fils doit se marier en 1270 avec la princesse hongroise Katalina.

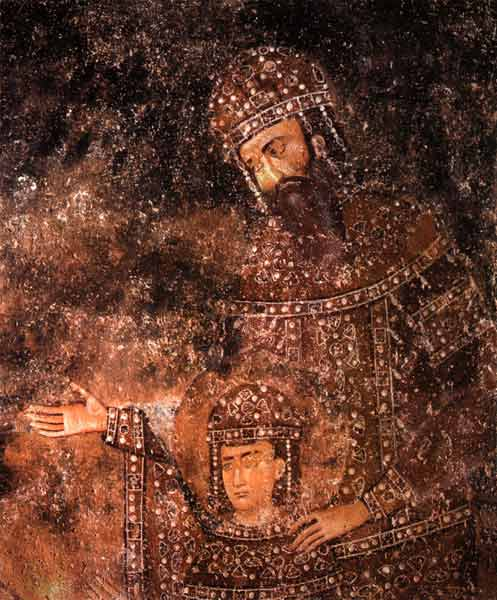
Le Roi Uroš et son fils Dragutin

En 1275, Uroš est victorieux de Dubrovnik mais doit signer la paix avec Venise. L'année suivante Uroš est chassé de trône par son fils Dragutin profondément blessé par le manque de confiance de son père.
Stefan Dragutin voulait avoir une région à gérer. Comme son père le lui refuse, il lui déclare la guerre et est vainqueur. Avec le pardon de sa mère, il devient roi en 1276. Son père meurt l’année suivante. En 1282, Dragutin tombe de cheval à Jelaca. Déchu physiquement et moralement, il donne le titre de roi à son frère Milutin au congrès de Dezev. Le plus long règne d’un souverain serbe du Moyen Âge est celui de Milutin, qui s'achève en 1321. Au début les deux frères partagent le pouvoir, et la rivalité entre eux dure jusqu'à la mort de Dragutin en 1316 qui donne ses régions à son fils Vladislav.

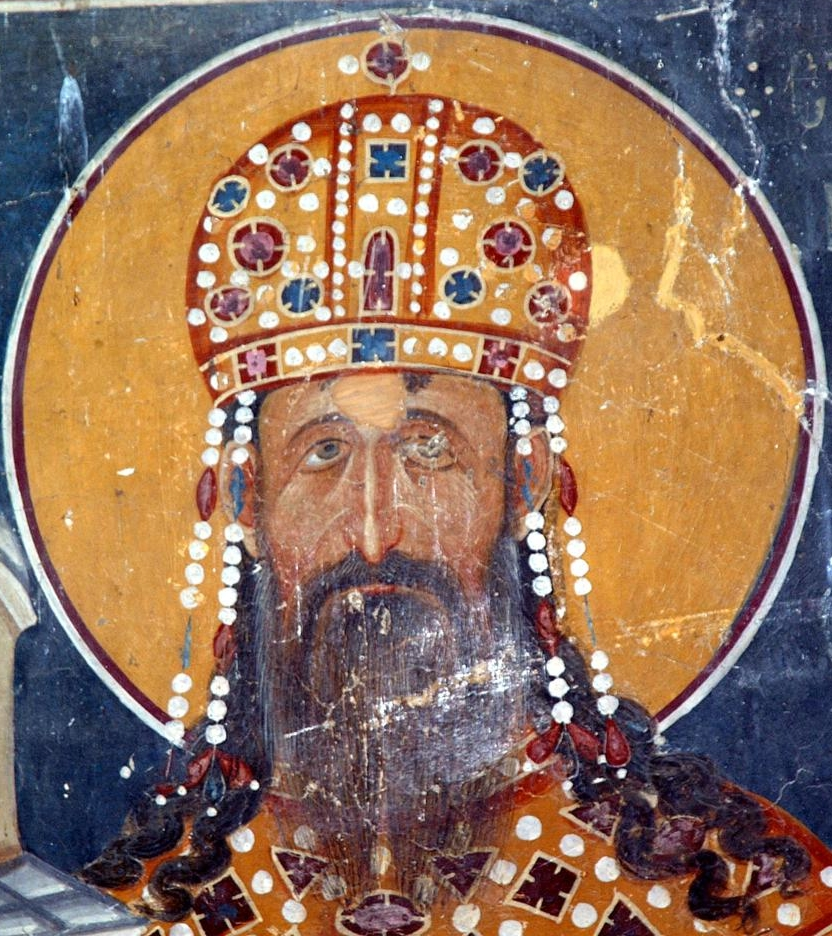
Le Roi Milutin.

Milutin prend Rudnik, Lipnik, la Mačva, et peut-être Belgrade, ce qui modifie les relations entre la Serbie et la Hongrie. En 1319 l’armée hongroise entre en Serbie est s'empare des possessions de Dragutin, puis avance sur la rivière Kolubara. Mais son succès est de courte durée, et la contre-attaque de Milutin lui permet de reprendre une partie de ses conquêtes. Carobert en 1320 a pu sauvegarder la région de Mačva.
Milutin fait de nouveau la guerre avec Dubrovnik en 1317. Les conditions de la paix qui a été signée ne sont pas connus, mais il est rapporté que le roi devait 4000 perper à des commerçants de Dubrovnik. Cette dette est réglée en 1318 quand les commerçants de Dubrovnik reçoivent l'autorisation de commercer dans toute la Serbie. En 1319, Milutin réussit à résister à l’invasion des seigneurs albanais qui ont reçu l’ordre du Vatican d'attaquer le roi serbe. Mais cette action est vouée à l'échec grâce à l’aide de Thomas Doukas despote d'Épire.
La plus grande réalisation du règne de Milutin est la construction des églises. Aucun membre de la dynastie des Nemanjić n’a laissé derrière lui autant de constructions et d'œuvres d'art que Milutin.

## L'empire Serbe

### Stefan Uroš III Dečanski

#### Lutte pour le Trône deSerbie
À la mort de son père Milutin en 1321, Stefan Uroš III Dečanski Nemanjic revient en Serbie, Vladislav le fils de Dragutin a récupéré les terres de son père. Son demi-frère Konstantin était déjà en Serbie prêt à se battre pour récupérer le trône de Serbie. Mais très vite, Stefan réussit à s'allier avec l'Église Serbe et, plus important encore, la noblesse. Stefan devint roi de toutes les terres serbes et du littoral, le 6 janvier en 1322, sous le nom de Stefan (Étienne) Uros III.
Il était donc roi des serbes, mais il n'avait pas encore autorité sur toutes les terres serbes. En effet, son cousin Vladislav était encore à la tête du royaume de son père. En 1323, Stefan saisit l'occasion de déclarer la guerre à son cousin lorsque celui-ci ne respecta pas l'accord passé entre les deux rois au sujet de la mine d'argent de Rudnik. Jusqu'en 1326, la guerre se poursuivit entre les deux cousins jusqu'à la victoire de Stefan. Vladislav s'enfuit en Hongrie.

#### Dubrovnik choisit le camp de Vladislav
La république de Dubrovnik, elle, a choisi de soutenir Vladislav, Stefan fait intervenir les chevaliers serbes contre la cité marchande. Très vite, les soldats dalmates se retranchent derrière les murs de la ville, ne pouvant résister aux chevaliers serbes sur les champs de bataille. Les serbes eux ne peuvent pas prendre d'assaut les murs de la ville. La situation restera bloquée jusqu'aux 26 mars 1326, quand la paix sera signée.

#### Le règne de Stefan
En 1327, Stefan se mit au service de l'empereur Byzantin Andronic II, qui était en conflit pour le trône de Constantinople avec son petit-fils Andronic III. Andronic III avait le soutien de l'empereur bulgare Michel Sismanivic. 
En 1330, Andronic III et Sismanivic décident d'attaquer la Serbie. Stefan Decanski rassembla une armée composée de soldats serbes d'expérience qui avaient déjà combattu à plusieurs reprises contre son cousin, avec en plus des mercenaires catalans, saxons et surtout une troupe d'élite de cavalerie serbe préparée et dirigée par Dušan. 
La bataille de Velbazhd aujourd'hui près de Kyoustendil, le 28 juillet 1330, est un tournant dans l'histoire de l'Europe du Sud-est, les bulgares et l'armée d'Andronic III furent sévèrement battus, Michel Sismanivic trouva la mort pendant la bataille. Cette bataille victorieuse marque le début de la domination serbe en Europe du Sud-est, jusqu'à la Bataille de Kosovo Polje de 1389.
Pour faire définitivement disparaître la « menace » bulgare, Stefan installa sur le trône de Bulgarie le fils de sa sœur Anne, Ivan Stefan. Puis, il rassembla son armée pour occuper les villes byzantines de Vélès, Chtip, Prosek et Dobrun.
Stefan Decanski se consacra ensuite à la construction de son monastère, le monastère Dečani sa construction avait débuté en 1327, Stefan ne verra jamais son monastère terminé. Son fils Dušan qu'il avait eu avec sa première femme Théodora et qui avait vécu avec lui son exil à Constantinople, organisa le désordre en Serbie et profita d'une trêve avec son père pour lui prendre la couronne. Il enferma son père à Zvečan où il mourut en prison, sûrement empoisonné. 
Stefan qui avait organisé la rébellion contre son père Milutin a subi la même loi de la part de sa progéniture.
Malgré un règne court Stefan a donné à la Serbie une puissance militaire et le monastère de Decanski, qui sera achevé 4 ans après sa mort, en 1335. Il aura aussi eu un second fils, Siméon (en serbe : Siniša), avec la princesse María Paléologue, qui comme Dušan sera empereur.

### Règne de Dušan
Stefan Dušan est couronné roi de toutes les terres serbes et du littoral le 21 septembre 1331 à l'âge de 22 ans. Immédiatement, des incidents éclatent aux frontières serbes.

#### Le Roi Stefan Dušan
En 1332, une révolte éclate dans la principauté de Zeta (qui avait remplacé le royaume antique de Dioclée) sous le commandement du Duc de Zeta, Bogoje, et l'Albanais Dimitri Suma. La rébellion est vaincue. Avec le nouvel empereur de Bulgarie, Alexandre, de nouveaux liens sont tissés, et, au printemps de l'année 1332, le roi Dušan épouse Hélène, la sœur du tsar bulgare. L'année du mariage avec Hélène, le ban bosniaque Stefan II Kotromanic veut occuper Ston et Peljesac, territoires qui ont déjà été pris à Dubrovnik par les Serbes. En 1333, Dušan donne Ston et Peljesac à Dubrovnik après les avoir récupérés, en échange de 8 000 pièces d'or comptant et d'une rente annuelle de 500 pièces. Dubrovnik paye aussi 300 pièces au ban de Bosnie, ils peuvent ainsi la même année commencer à fortifier leur nouvelle possession. Les habitants de Dubrovnik doivent aussi selon l'accord « nourrir et protéger l'Église chrétienne orthodoxe » car saint Sava avait fondé cet évêché. En 1349, les habitants de Dubrovnik se convertiront au christianisme catholique pour échapper à cet impôt.
En 1332, Dušan conquiert la ville de Strumica, ainsi que les villes de Prilep, Ohrid et Kostur, grâce aux conseils de l'ancien gouverneur de Thessalonique Syrgiannès. Avant l'attaque contre Thessalonique, Syrgiannès est assassiné par Sphrantzès Paléologue, un des officiers de l'empereur Andronic III ; Dušan renonce alors au combat. Malgré cela, en 1334, un rapprochement s'effectue avec l'empereur byzantin Andronic III, car les Hongrois, profitant de l'éloignement de Dušan, se sont emparés des frontières du nord et sont arrivés jusqu'à la ville de Jitcha. Dušan l’emporte avec facilité sur l'armée hongroise et crée une frontière sur la rivière Save. Pendant une courte période, il a même Belgrade sous son contrôle.
En 1336, Hélène donne enfin un héritier à Dušan. Cela renforce sa position à la cour. Une guerre de succession entre les régents potentiels éclate à Constantinople, entre la mère de Jean V Paléologue, Anne de Savoie et Jean Cantacuzène, le plus proche conseiller d’Andronic III. Jean Cantacuzène, après sa défaite, trouve refuge en Serbie auprès du roi Dušan ; Hélène convainc les deux hommes de s'allier, chaque ville byzantine occupée par l'une des deux armées de l'un des deux hommes lui revenant de droit. Jean Cantacuzène et son allié serbe le Duc Vratko, fils de Vuk Nemanja, sont tenus en échec devant la ville de Sera. Dušan, de son côté, occupe tout le territoire de lAlbanie actuelle (les principautés albanaises sont vassalisés) sauf la ville de Durrës et des villes du nord de la Grèce.
Lorsqu'en 1343 plusieurs villes de Macédoine et de Thessalie reconnaissent Jean Contacuzène comme empereur romain d'Orient, les rapports entre Dušan et Jean se dégradent jusqu'à l'abandon de l'accord entre les deux hommes. L'empereur Jean Cantacuzène se tourne alors vers les Turcs seldjoukides pour récupérer les territoires à Dušan. Dušan, lui, se rapproche de Jean V. Les Turcs sont pour la première fois en Europe en 1343, ils traversent l'Hellespont (Dardanelles).
La première bataille des Turcs contre les Serbes — la bataille de « Stefanijane » — a lieu en mai 1344. Les Seldjoukides ne peuvent rester en Europe surtout après l'échec de l'occupation de Thessalonique. Après la destruction de leur flotte, ils décident de rejoindre l'Asie en passant par l'Hellespont. Sachant cela, le roi Dušan, qui se trouve à l'époque dans le sud-est de la Macédoine, décide d'envoyer une forte troupe de chevaliers lourds, avec à leur tête, le Duc Preljub avec pour objectif d'anéantir les Turcs. La bataille a lieu à « Stefanijane » entre Thessalonique et Serrès. Les Turcs, étant sur une plaine, se déplacent vers une zone rocheuse et accidentée. Les chevaliers serbes posent alors pied à terre pour les poursuivre. Cette erreur a été exploitée par les Turcs, mobiles et légèrement armés ; grâce à une manœuvre habile, ils s'emparent des chevaux et les rôles s'inversent. Les fantassins turcs deviennent cavaliers et l'emportent sur les Serbes.

La Serbie de l'empereur Dušan

#### L'empereur Stefan Dušan
En 1345, l'armée serbe occupe la ville de Serrès puis toute la Chalcidique ainsi que la vallée sacrée du Mont Athos. Au vu de l'état de ruine de l'Empire byzantin, Dušan décide de créer un nouvel empire chrétien orthodoxe capable de résister aux Turcs. Le Mont Athos est en accord avec Dušan et le considère déjà depuis longtemps comme le défenseur de l'orthodoxie. La cité monastique décide que le nom de Dušan serait cité dans toutes les prières du monde orthodoxe, après celui de Jean V Paléologue.
Dušan, lui, s'est engagé à préserver l'autonomie du Mont Athos. Il se déclare empereur à Serrès dès Noël 1345. Comme il est impossible que le patriarche de Constantinople, ou le pape, intronise Dušan, il éleva l'archevêché de Serbie au rang de patriarcat. Et ce sont le premier patriarche serbe Joannicius II et le patriarche Siméon qui l'intronisent « Empereur des Serbes et des Grecs » le 16 avril 1346, le jour de Pâques, à Skopje. En tant qu'empereur, il se réclame maître des biens que Dieu avait donnés à Constantin Ier le Grand, des terres et des grandes villes dans tout l'Empire grec.
En 1347, Jean VI Cantacuzène devient officiellement Empereur byzantin, il ne reconnaît pas le titre d'empereur de Dušan, pourtant reconnu par l'Église du mont sacré Athos, le considérant comme une menace pour son trône. L'empereur de Constantinople aidera à la nomination du patriarche de Constantinople Calliste. Il remerciera son mécène en 1350, jetant l’anathème sur Dušan et le patriarche de Serbie Joannicius II et excluant de l'Église orthodoxe toutes les terres serbes. Cet anathème ne sera annulé que 25 ans plus tard, en 1375 sous le règne du Prince Lazar de Serbie. Dušan organise son empire et le prépare à de nouvelles conquêtes, il donne à son fils Uroš le titre de Roi.
En 1348, il s'empare de l'Épire et de la Thessalie. L'Empire serbe était étendu du Danube au nord, jusqu'à Corinthe au sud, de la mer Adriatique à l'ouest jusqu'à la Mer Égée à l'est ; seule la ville de Thessalonique, qu'il est impossible conquérir sans une puissante flotte, résiste à l'empereur serbe. Dušan tente des années durant de convaincre la république de Venise qu'elle l'aide avec sa flotte pour occuper non seulement Thessalonique mais aussi Constantinople ; en échange il lui aurait donné toutes les terres en dehors des remparts de la cité pour qu'elle y implante ses marchands. Mais Venise préfère avoir un Empire byzantin faible à Constantinople qu'un puissant Empire serbe qui a les moyens de lui retirer sans aucune difficulté ses avantages commerciaux. Dušan commence alors un travail diplomatique avec sa rivale Gênes qui se révèlera couronnée de succès, en 1356 Jean VI récupérera Constantinople grâce à l'aide de la flotte génoise.
En 1350, le ban bosniaque Stefan Kotromanic occupe une région entre Cetinje et la Neretva et une importante partie de la région de Zahumlja. Dušan intervient alors pour aider sa sœur, la Comtesse Helena, Jean VI en profite pour sortir ses troupes de Thessalonique pour libérer un peu la ville de l'étau serbe, il occupe Veriju et Voden, mais n'arrive plus à avancer, stoppé par le Duc Preljub. Une fois l'empereur Dušan revenu, il réoccupe les terres prises par le ban bosniaque. Il intervient avec Preljub et récupère les territoires perdus, reprenant le siège de Thessalonique. Cette mésaventure le décide à soutenir militairement Jean V contre Jean VI, relançant ainsi la guerre civile dans l'Empire byzantin. La guerre des quatre empereurs devient alors totale, d'un côté l'empereur Jean V, le tsar Dušan de Serbie et le tsar de Bulgarie Alexandre, de l'autre l'empereur Jean VI et le Sultan Ottoman Orhan.
À l'automne de l'année 1352, les armées serbe et bulgare se trouvent devant Didimotike en face l'armée ottomane et de Jean VI. L'armée bulgare se retire avant la bataille, laissant seuls les Serbes. La bataille se termine sans armée victorieuse mais les pertes serbes sont très importantes.
Deux ans plus tard 1354, les Turcs occupent la ville de Gallipoli située près du détroit qui leur servira de base en Europe pour mener leurs futures conquêtes.

#### L'empereur Dušan et le monastère de Hilandar
Dušan donne au monastère de Hilandar du Mont Athos l'église de Saint-Nicolas à Dobrusti à côté de Prizren, l'église de tous-les-Archanges de Stip ainsi que l'église Saint-Nicolas de Vranja en plus de tous les biens de ces églises (terres et villages). À la fin de l'année 1347, l'empereur Dušan et l'impératrice Hélène visitent le monastère. Bien que la présence des femmes soit interdite sur le Mont Athos, l'impératrice Hélène et sa suite ont l'autorisation de s'y rendre en raison des raids maritimes catalans. Dušan fait des dons en or au monastère, il participe aussi à sa restauration ainsi qu'à celle de son hôpital. L'impératrice Hélène a eu le droit d'être la mécène de « karaja » les lieux saints des miracles de saint Sava. Grâce aux dons de l'empereur Dušan, le monastère est devenu le plus puissant ordre monastique de l'Empire serbe et grec.

#### La fin de l'empereur Dušan
L'empereur Dušan décède le 20 décembre 1355 à 47 ans.
Les causes exactes de sa mort ne sont pas connues, on parle d'empoisonnement, ce qui était une pratique courante dans les empires serbe, byzantin et bulgare aussi bien qu'à Venise. D'ailleurs, c'est pour cela que la garde personnelle de Dušan était composée exclusivement de Saxons, qu'il avait recrutés personnellement en Saxe auprès de son ami l'empereur allemand qui avait voulu lui faire épouser une de ses filles. Certains historiens avancent aussi l'hypothèse d'une crise d'épilepsie pour expliquer sa mort.

## Le démembrement de l'Empire serbe
Uroš V, qui a aussi hérité le titre d'empereur de son père n'a jamais été capable de défendre son empire, que ce soit des attaques de l'étranger ou des menaces intérieures.
Il était en conflit avec Simeon Nemanjić, le demi-frère de Dušan. La noblesse et l'église étaient pourtant du côté d'Uroš V, malgré cela, il n'a jamais pu récupérer les terres que Simeon lui avait prises : Simeon tenait toute la Serbie du sud et l'Épire et la Thessalie, et Uroš réussi à sauvegarder la région de Skopje et la Dubrovčana, grâce à l'aide de sa mère Hélène. La Serbie était divisée en deux empires. En 1371, il meurt comme le dernier empereur de Serbie et dernier représentant des Nemanjić, car il n'avait jamais eu d'enfant de son épouse Anca, la fille du prince de Valachie Nicolae Ier Alexandru.
Sous son règne, en 1365, Vukašin Mrnjavčević, dont le fils Marko Kraljević a été immortalisé dans les chants populaires serbes, fut couronné roi en Serbie. Vukašin fut tué en 1371 à la bataille de la Maritza.
Géopolitique de la Serbie à la fin du règne de Stefan X Uroš V, 1371:
L'Empire serbe était divisé en plusieurs principautés et despotats : 
- des Balšić qui contrôlaient Zeta et la côte du sud de Kotor jusqu'à Ulcinj,
- le Despote Vuk Branković qui contrôlait l'actuel Kosovo et le nord de la Macédoine,
- Radenović lui était le maître de la ville de Trebije, Cavtat ainsi que les terres aux alentours,
- le Duc Sandaljhranič qui contrôlait toutes les terres de la Neretva jusqu'à Konjic à l'ouest, jusqu'à Gorazde au nord et à l'est du monastère de Mileševa à Budva.
- Et enfin, Lazar qui avait le plus grand territoire qui regroupait les terres serbes du Danube au nord au sud Novo brdo(ville à 20 km à l'est de Pristina), la Drina à l'ouest jusqu'à Nis.
- On peut aussi citer le Ban Tvrtko Ier de Bosnie, qui avait autorité sur une partie des terres serbes de Rascie qui fut couronné à Mileševa (après avoir conquis à Sandaljhranic) roi de Bosnie et Serbie en 1377.

Les principautés serbes au début du règne du Prince Lazar

Après la victoire turque lors de la bataille de la Maritza décembre 1371, la vassalisation des terres du roi Vukašin Mrnjavčević et la soumission de son fils Marko Kraljević, Lazar organisa autour de lui l'unité des seigneurs serbes. Déjà en 1370, Lazar devint vassal de Louis Ier de Hongrie se préparant à faire face à la menace turque. il put ainsi aussi atteindre les côtes de la Save et du Danube grâce aux terres données par Louis Ier, la Mačva et une partie de la banovine. En Europe, Lazar était considéré comme un Prince influent et prospère, après avoir lié des rapports très proches avec les seigneurs de Serbie, il appelait Branković "mon fils", et lui le nommait Seigneur. Il installa ses filles au bras de l'empereur de Bulgarie Sismanović et une autre avec l'influent Palatin hongrois Nicolas Gorjanski le cadet.
Avec le roi de Bosnie Tvrtko Ier, les rapports ont toujours été tendus, mais ils n'ont jamais dégénéré au-delà de la concurrence pacifique pour savoir lequel des deux seigneurs seraient le guide du monde serbe. Tvrtko a d'ailleurs été le seul souverain à envoyer un nombre important de chevaliers se battre aux côtés de Lazar et Vuk Branković lors de la bataille de Kosovo Polje.
À la suite du couronnement de l'Empereur Stefan Dušan, l'empereur byzantin Jean VI Cantacuzène, avec l'appui du patriarche œcuménique, avait jeté l'anathème à l'encontre de l'Église serbe 1346. Dušan avait déjà à l'époque commencé à négocier un retour à la normale. Après sa mort, le Despote Jovan Uglješa les avait poursuivis. Il ne reste plus qu'au prince Lazar à convaincre l'autorité suprême de Église orthodoxe serbe à Petch au Kosovo, le patriarche de Petch. Une fois un accord trouvé, le patriarche œcuménique reconnut le patriarcat serbe, à la condition que les terres peuplées de Grecs sous contrôle serbe ne soient plus jamais rattachées au patriarcat serbe. La réconciliation fut scellée en 1375, sur la tombe de l'empereur Dušan, dans l'église des Saints-Archanges à Prizren.
L'alliance du prince Lazar et du despote Vuk Branković créa une émulation économique, leurs terres devinrent prospères. De plus, les victoires militaires de Lazar transformèrent ses terres en refuge pour tous les chrétiens qui fuyaient devant l'avancée turque, érudits, artistes, aristocrates, marchands grecs, bulgares, arméniens, tous trouvaient refuge en Serbie. Cela a aussi enrichi la Serbie. Lazar avait rétabli Dubrovnik dans ses privilèges commerciaux sur toutes ses terres, liberté de commerce, autonomie judiciaire, vente du sel.
De très nombreuses mines d'argent aussi, furent exploitées plus fortement que par le passé, Rudnik, Trepaca, Janjevo et de nouvelles furent ouvertes : Plana, Koporici, Crnca. La Serbie était couverte de mines d'argent, alors que le cours de l'argent avait augmenté de 25 % dans le reste de l'Europe. Parallèlement, les échanges avec l'étranger ont fortement augmenté. Des villages devinrent des villes prospères, comme Pristina, Vucitrn, Petch, Krusevac, Paracin et Valjevo. Il y avait tellement d'argent en Serbie que l'autorisation de la frappe de la monnaie se démocratise, Brankovic, les seigneurs Balsic, les Dragas, des villes comme Prizren et Skoplje frappent leur propre monnaie, même le Patriarche de Serbie a sa propre monnaie.
Les progrès économiques et culturels de l'État du prince Lazar attiraient les Turcs de plus en plus vers la Serbie. Lazar le savait et il se préparait avec soin, pour la confrontation contre le puissant Empire ottoman.
La première bataille sur le territoire de Lazar entre les Serbes et les Turcs eut lieu en 1381 à Dubravica, près de Paracin. L'armée serbe, avec à sa tête les généraux Crep et Vitomir, remporta la victoire. La bataille de Dubravica fut fêtée par tous les chrétiens.
Puis, en 1387, le célèbre chevalier serbe Miloš Obilić intercepta une seconde armée, menée par Murat Ier en personne, au niveau de la rivière Toplica la bataille de Plocnik était encore une défaite pour les Turcs, "Murat a peur, il s'enfuit." rapporte un chroniqueur serbe de l'époque.
Malgré ces défaites contre les Serbes, les Turcs allaient de victoire en victoire dans le reste de l'Europe du Sud-est. En 1383, Serrès tombe aux mains des Ottomans. Ces derniers ont aussi occupé deux royaumes serbes: celui de Balsa II en 1385 et celui de Vukasin en 1371. 
En 1388 Thessalonique tombe après un long siège.
Les Turcs avaient encore d'importantes réserves militaires, grâce à leurs nouveaux vassaux. Ils attaquèrent le roi de Bosnie Tvrtko Ier allié de Lazar, espérant ainsi affaiblir Lazar. Le général de Tvrtko, Vlatko Vuković, mit en déroute l'armée turque conduite par Lala Şâhin Pacha.
Enfin, la bataille de Kosovo Polje, bataille la plus importante de l'histoire serbe et de l'Europe médiévale, car elle marque la fin de l'âge d'or de la Serbie médiévale ainsi que l'occupation des Turcs sur toute l'Europe du Sud. Elle se déroula le 28 juin 1389, le jour de la Saint-Guy. Toutes les grandes cours d'Europe avaient envoyé des observateurs pour être informées du résultat de la bataille. 140 000 Turcs divisés en trois armées, le centre Murat, à droite Bayezid et à gauche Jakub, en face les armées serbes étaient composées d'environ 70 000 hommes, Lazar au centre, Vuk Brankovic à droite, et le général Vlatko Vuković accompagné des plus grandes familles de seigneurs de Bosnie. D'ailleurs, seul le roi de Bosnie Tvrtko Ier avait envoyé des troupes pour combattre les Turcs : ni les Hongrois, ni les Bulgares, ni les Allemands, Valaques ou Albanais ne s'en étaient occupés.
Au cours de la bataille, Lazar fut décapité et le sultan Murat tué par le chevalier serbe Miloš Obilić fondateur de l'Ordre du Dragon. La mort du sultan fit sonner la retraite des Turcs ottomans. Bayezid rentrait en Asie Mineure pour organiser sa prise de pouvoir sans avoir pris le soin, auparavant, de faire tuer son frère pour être le seul héritier. Les observateurs pensèrent que la victoire était serbe, à leur retour ils en informèrent leurs souverains. Le Roi de France Charles V fit sonner toutes les cloches de France en l'honneur de la victoire des Serbes chrétiens, contre les Turcs musulmans. Cependant, la Serbie avait perdu bon nombre de ses chevaliers qui avaient préféré combattre jusqu'à la mort au côté de Lazar plutôt que de vivre dans la honte d'avoir survécu à leur prince.

## La Serbie entre 1389 et 1459

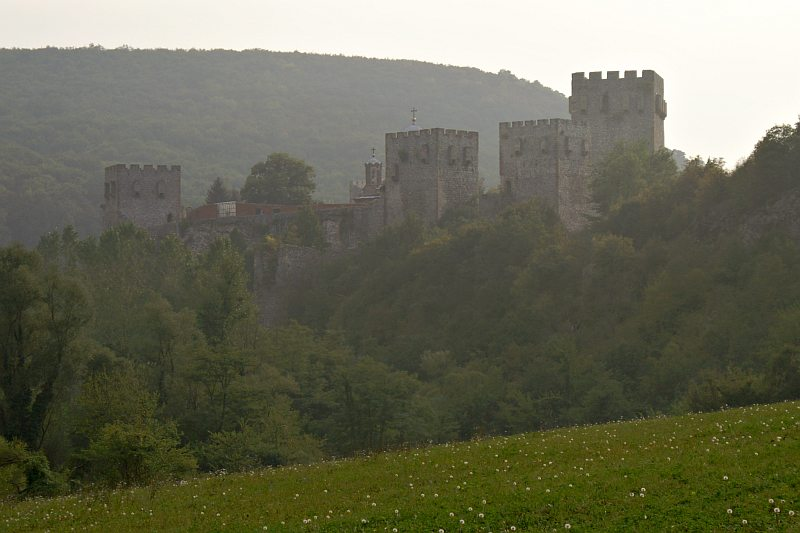
Le monastère serbe fortifié de Manasija

Des principautés Serbes existeront encore jusqu'au XVe siècle de façon indépendante avant de tomber sous le joug ottoman.